# Войцех Шиманек
Войцех Шиманек (пол. Wojciech Szymanek, нар. 1 березня 1982, Варшава) — польський футболіст, захисник, нині футбольний тренер.
Насамперед відомий виступами за польські клуби «Полонія» та «Відзев».

## Ігрова кар'єра
У дорослому футболі дебютував 2000 року виступами за команду клубу «Полонія», в якій провів шість сезонів, взявши участь у 74 матчах чемпіонату.
Протягом 2006–2007 років захищав кольори команди грецького клубу «Егалео».
Своєю грою за останню команду привернув увагу представників тренерського штабу «Відзева», до складу якого приєднався на початку 2008 року. Відіграв за команду з Лодзя наступні три з половиную сезони своєї ігрової кар'єри. Більшість часу, проведеного у складі «Відзева», був основним гравцем захисту команди.
До складу клубу «Чорноморець» приєднався на правах вільного агента в липні 2011 року. Протягом наступного сезону встиг відіграти за одеську команду 21 матч в національному чемпіонаті і один в кубку країни, після чого контракт з футболістом було розірвано за обопільною згодою сторін.
В серпні 2012 року повернувся до рідної «Полонії», в якій і розпочинав ігрову кар'єру.